# Gittermast

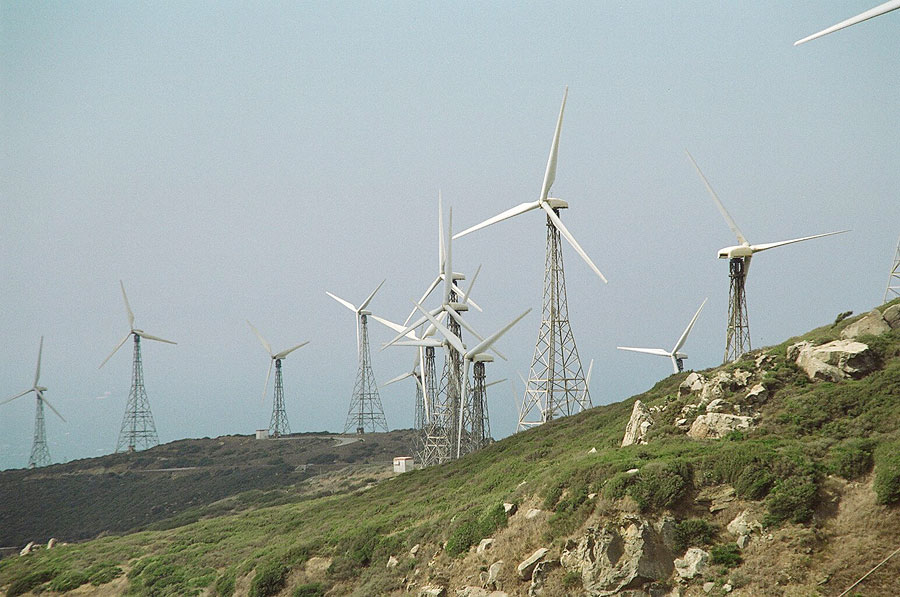
Gittermastwindkraftanlagen

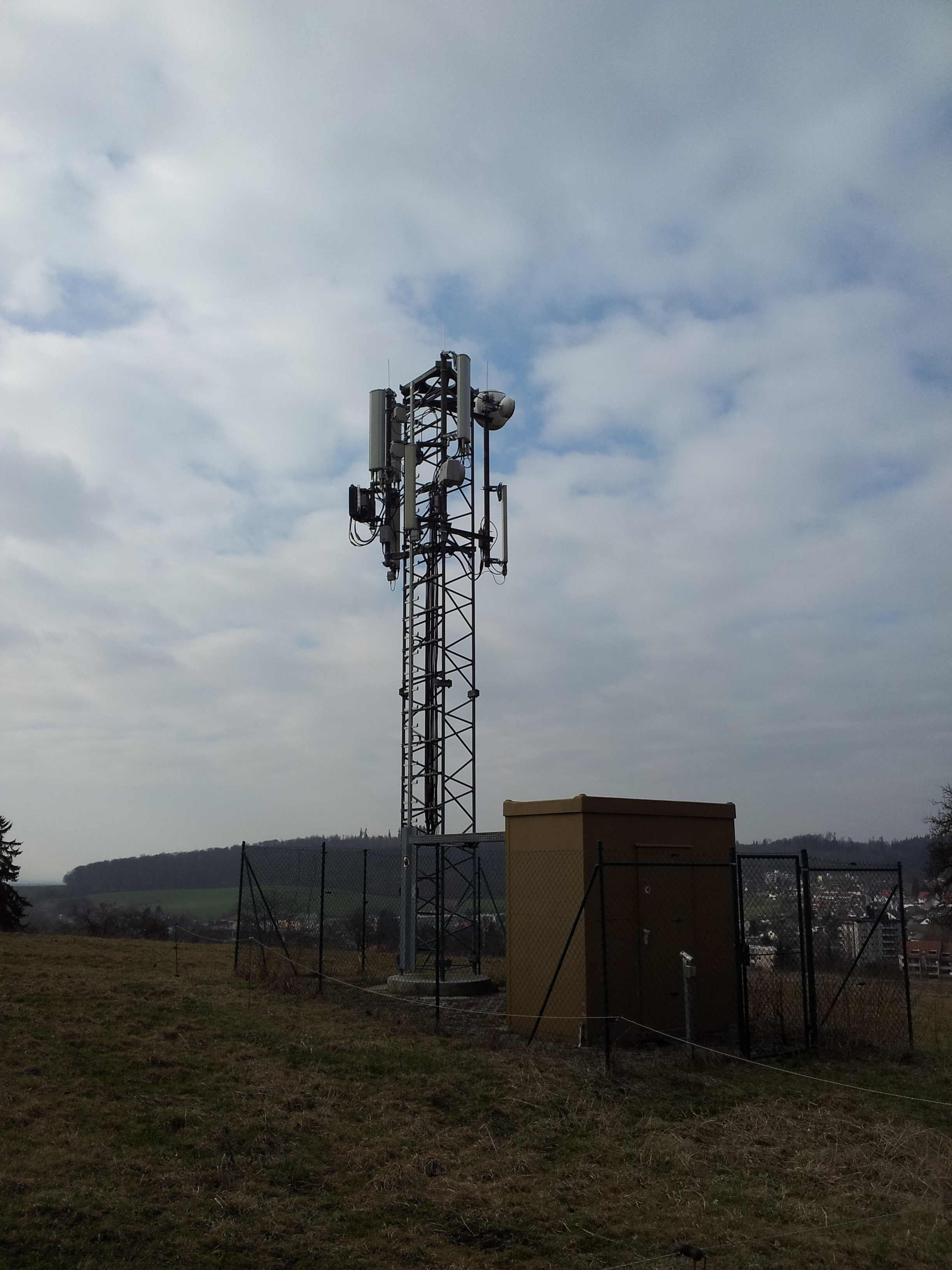
Mobilfunkantennen an einem Gittermast

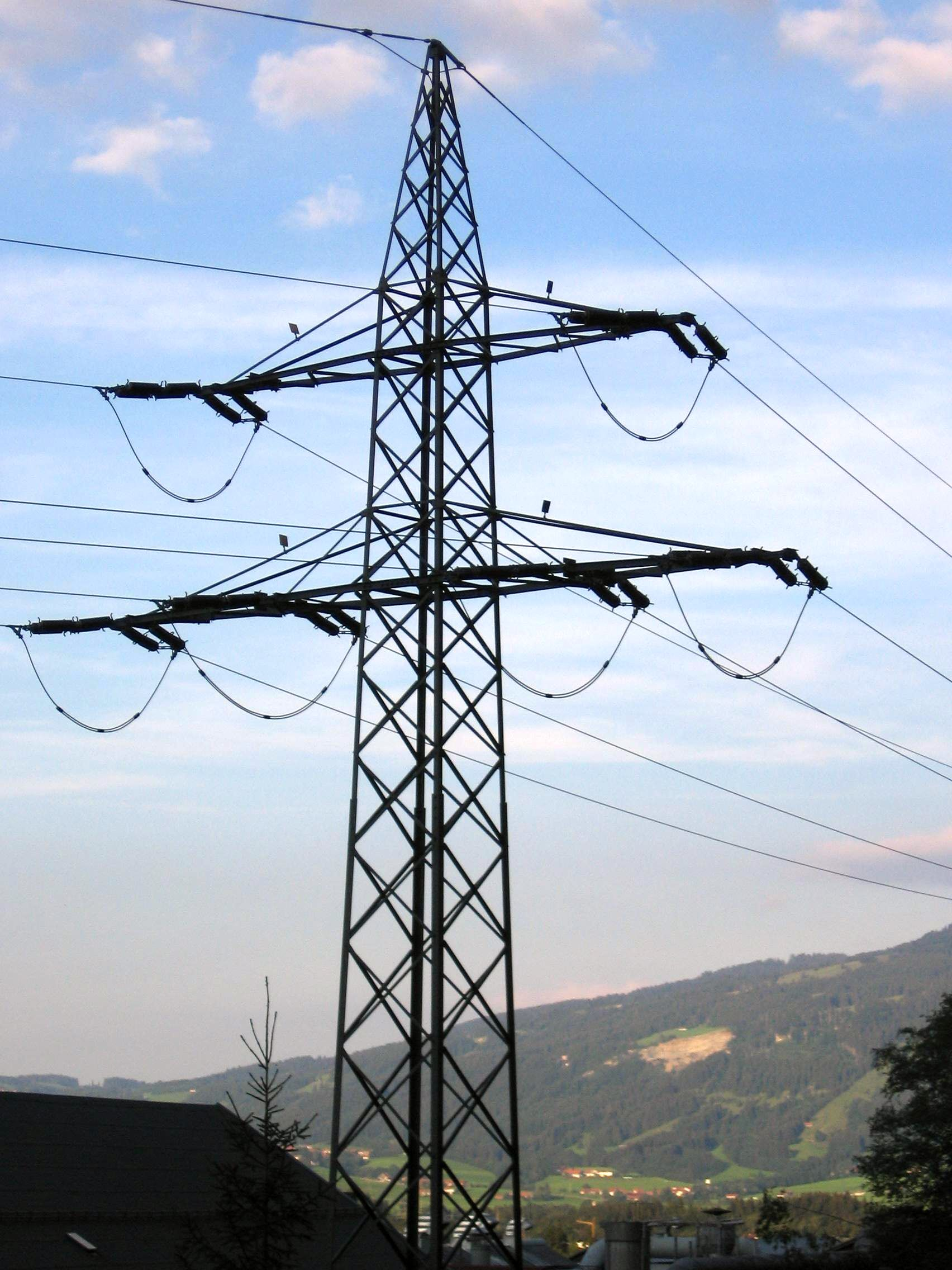
Gittermast der Donauordnung

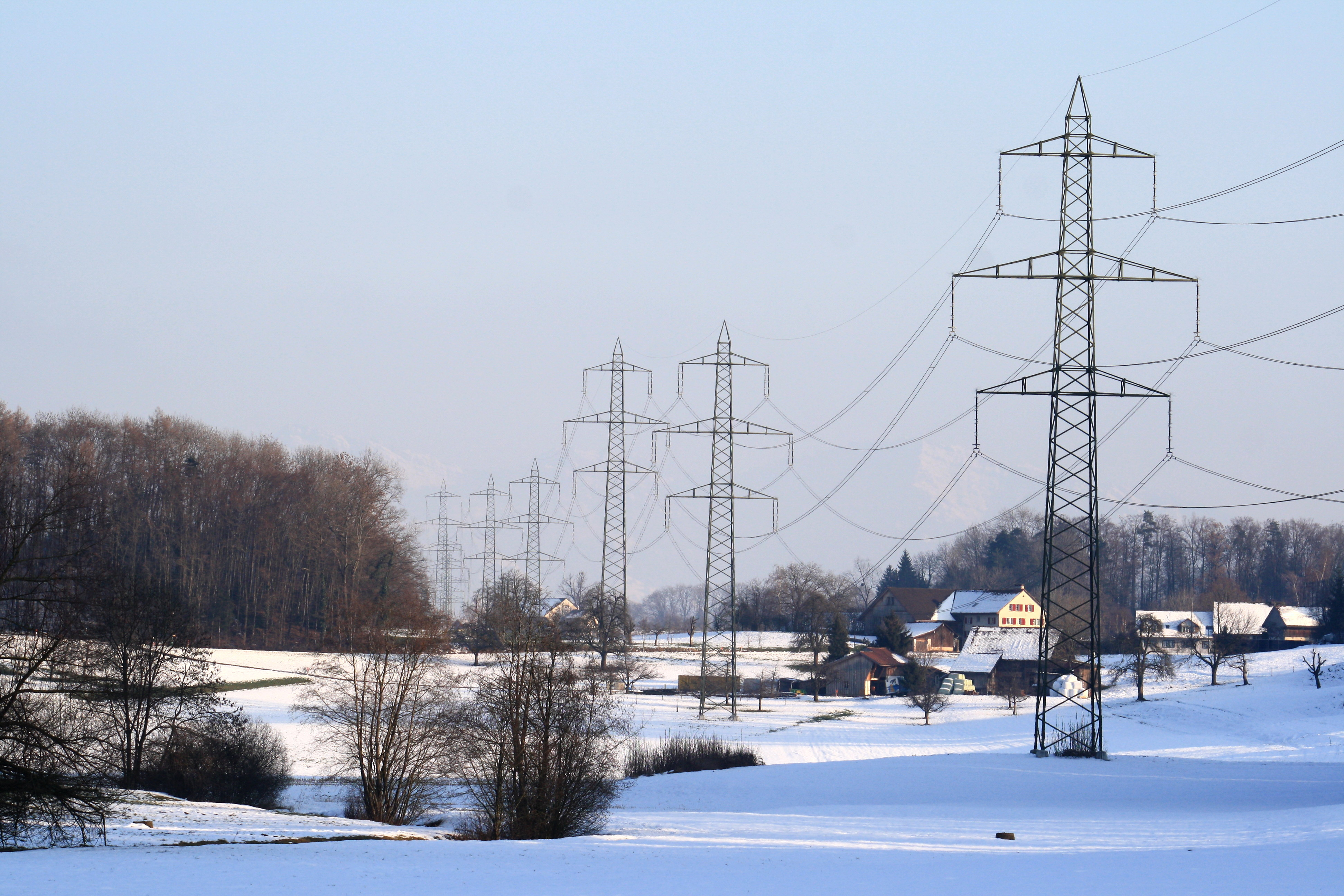
Gitternmasten der 380-kV-Leitung Sils-Fällanden bei Grüningen

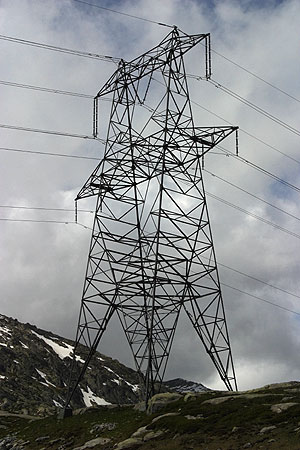
Gittermast der Gotthardleitung, der von den Schweizerischen Bundesbahnen mitbenutzt wird

Ein Gittermast ist ein turmartiges Bauwerk in Fachwerkskonstruktion. Er wird häufig für Freileitungen, Bahnstromleitungen, Krane (Turmdrehkran), Leuchtfeuer, Trestle-Brücken, große Antennenkonstruktionen oder für Windkraftanlagen verwendet.

## Freileitungsmasten
In der Ausführung als Freileitungsmast besteht ein Gittermast aus einer Stahlfachwerkskonstruktion. Gittermaste können für Leitungen aller Spannungen verwendet werden, allerdings ist ihre Verwendung für Leitungen mit Betriebsspannungen unter 50 kV eher selten. Für Leitungen mit Betriebsspannungen über 50 kV sind Gittermasten die am meisten verwendete Form von Freileitungsmasten. Gittermasten werden meist am Aufstellungsort aus Einzelteilen zusammengeschraubt. Dies ermöglicht auch die Realisierung sehr hoher Konstruktionen (im Regelfall bis zu 100 Meter, in Sonderfällen wie bei der Elbekreuzung 1 und Elbekreuzung 2 auch mehr). Die Montage von Gittermasten kann mit einem Kran erfolgen – an unwegsamen Stellen auch per Helikopter, häufig wird aber auch eine Art Flaschenzug, der Derrick (oder auch Stockbaum) dafür verwendet.
Gittermaste bestehen im Regelfall aus Winkelprofilen (L- oder T-Trägern). Rohrgitterkonstruktionen sind in Deutschland selten. Für sehr hohe Gittermaste werden, insbesondere für die unteren Teile, häufig Fachwerkträger verwendet.
Gittermaste können bei Bedarf demontiert und ggf. an einem neuen Standort wiederaufgebaut werden. Allerdings ist dieses in der Praxis durchaus übliche Vorgehen nur bei Konstruktionen, die sich in gutem Zustand befinden, sinnvoll.

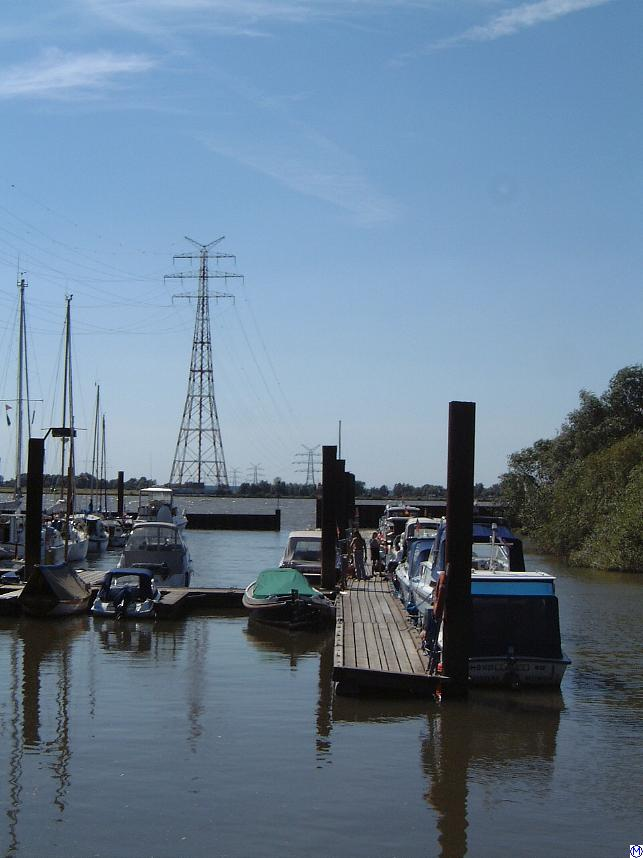
Tragmast der Elbekreuzung 2

Siehe auch Freileitungsmast

## Antennenmast
Gittermasten werden auch als Antennenmast eingesetzt, häufig auch auf einem Gittermast mit einer Hochspannungsleitung.

## Freistehende, selbststrahlende Sendemasten
| Turm                                                   | Baujahr | Land           | Stadt                 | Höhe    | Bemerkungen                                                    |
| Mittelwellensender Orfordness                          | 1981/82 | Großbritannien | Orfordness            | 106,7 m | mehrere gegen Erde isolierte Masten                            |
| Langwellensender Junglinster                           | 1932    | Luxemburg      | Junglinster           | 250 m   | 3 Türme, gegen Erde isoliert, Höhe seit 1980 216 Meter         |
| Blosenbergturm                                         | 1937    | Schweiz        | Beromünster           | 216 m   | gegen Erde isoliert                                            |
| Sendemasten Novosemejkino                              | 1943    | Russland       | Novosemejkino         | 205 m   | mehrere Türme, gegen Erde isoliert                             |
| Funkturm Leipzig                                       | 2015    | Deutschland    | Leipzig               | 191 m   |                                                                |
| LORAN-C-Sendeturm Carolina Beach                       | ?       | USA            | Carolina Beach        | 190,5 m | gegen Erde isoliert, 1961 eingestürzt                          |
| Landessender Sottens, alter Sendemast                  | 1947    | Schweiz        | Sottens               | 190 m   | gegen Erde isoliert, 1989 abgerissen                           |
| LORAN-Sendeturm Cambridge Bay                          | 1948    | Kanada         | Cambridge Bay         | 189 m   |                                                                |
| Landessender Beromünster, Reservesendemast             | 1937    | Schweiz        | Beromünster           | 126 m   | gegen Erde isoliert                                            |
| Landessender Sottens, Reservesendemast                 | 1931    | Schweiz        | Sottens               | 125 m   | gegen Erde isoliert                                            |
| Sendern Monte Ceneri                                   | 1933    | Schweiz        | Monte Ceneri          | 120 m   | gegen Erde isoliert, seit 1978 TV-Sender (heute DVB-T und DAB) |
| DECCA-Sendemast Puckeridge                             | 194?    | Großbritannien | Puckeridge            | 100 m   | gegen Erde isoliert                                            |
| Sendeturm Freemen’s Common                             | ?       | Großbritannien | Freemen’s Common      | ?       | gegen Erde isoliert                                            |
| Rundfunksender Camphin en Carembault, Reservesendemast | ?       | Frankreich     | Camphin en Carembault | ?       | gegen Erde isoliert                                            |
| alter Sendemast Florenz                                | ?       | Italien        | Florenz               | ?       | Gegen Erde isoliert                                            |
| Sendetürme Ashton Moss                                 | ?       | Großbritannien | Ashton-under-Lyne     | ?       | 3 Türme, gegen Erde isoliert                                   |
| Mittelwellensendemast Luzk                             | ?       | Ukraine        | Luzk                  | 50 m    |                                                                |
| NKR                                                    | 197?    | Deutschland    | Leimen                | 20 m    | gegen Erde isoliert                                            |

## Sendetürme ohne Aussichtsplattform

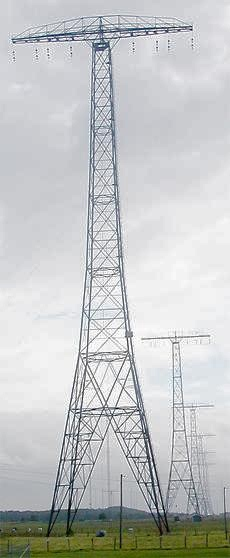
Sendetürme des Längstwellensenders Grimeton

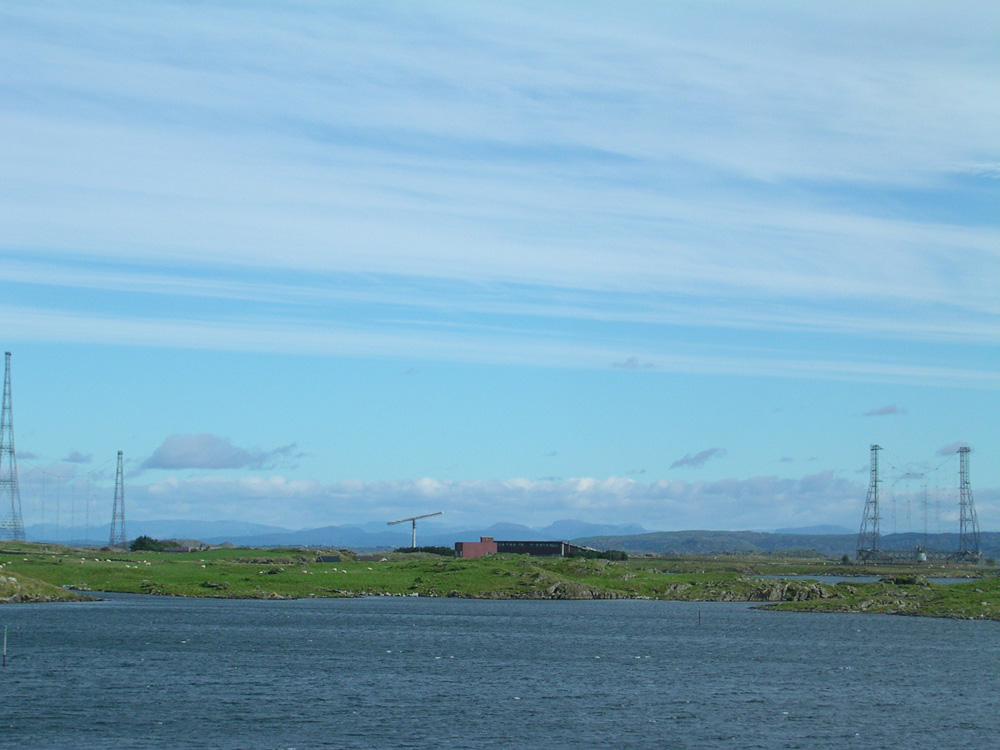
Sendeturm in Kvitsøy, Norwegen

| Turm                                          | Baujahr     | Land           | Stadt                         | Höhe         | Bemerkungen                                                          |
| Fernsehturm Kiew                              | 1973        | Ukraine        | Kiew                          | 385 m        |                                                                      |
| WITI-Sendeturm                                | 1962        | USA            | Shorewood, Wisconsin          | 329 m        |                                                                      |
| WSB-Sendeturm                                 | 1957        | USA            | Atlanta, Georgia              | 327,6 m      |                                                                      |
| Fernsehturm Sankt Petersburg                  | 1962        | Russland       | Sankt Petersburg              | 326 m        |                                                                      |
| WHDH-Sendeturm                                | 1994        | USA            | Newton, Massachusetts         | 323,8 m      |                                                                      |
| KCTV-Tower                                    | 1956        | USA            | Kansas City, Missouri         | 317,6 m      |                                                                      |
| Turner-Sendeturm Atlanta                      | 1980        | USA            | Atlanta, Georgia              | 314,3 m      |                                                                      |
| Fernsehturm Jerewan                           | 1977        | Armenien       | Jerewan                       | 311,7 m      |                                                                      |
| Rundfunksender Langenberg                     | 1988        | Deutschland    | Velbert-Langenberg            | 301 m        |                                                                      |
| Sendeturm Mumbai                              | 1972        | Indien         | Mumbai                        | 300 m        |                                                                      |
| Star Tower                                    | 1991        | USA            | Cincinnati, Ohio              | 291 m        |                                                                      |
| Sutro Tower                                   | 1973        | USA            | San Francisco                 | 295 m        |                                                                      |
| Sendeturm Dudelange                           | 1956/57     | Luxemburg      | Dudelange                     | 285 m        | 1981 nach Unfall teilweise zerstört, wieder aufgebaut                |
| Oktod-Sendeturm                               | 2006        | Russland       | Moskau                        | 258 m        |                                                                      |
| Sendemast Hrodna                              | 1984        | Belarus        | Hrodna                        | 254 m        |                                                                      |
| Masten des Sender Lafayette                   | 1920        | Frankreich     | Marcheprime                   | 250 m        | 8 freistehende Sendemasten, zwischen 1944 und 1953 abgerissen        |
| Sendemasten des Langwellensenders Junglinster | 1932        | Luxemburg      | Junglinster                   | 250 m        | 3 gegen Erde isolierte Türme, Höhe seit 1980 216 m                   |
| NSS Annapolis                                 | 1936        | USA            | Annapolis                     | 243,8 m      | abgerissen                                                           |
| Mittelturm Königs Wusterhausen                | 1925        | Deutschland    | Königs Wusterhausen           | 243 m        | am 13. November 1972 durch Orkantief Quimburga zerstört              |
| Fernsehturm Charkiw                           | ?           | Ukraine        | Charkiw                       | 242,5 m      | am 22. April 2024 durch russischen Luftangriff zerstört              |
| UKW-Sendemast Wavre                           | ?           | Belgien        | Wavre                         | 232 m        | 2 Masten, 3. Mast abgerissen                                         |
| Crystal Palace Tower                          | 1950        | Großbritannien | London                        | 222 m        |                                                                      |
| Torre TV Bandeirantes                         | 1997        | Brasilien      | Sao Paulo                     | 212 m        |                                                                      |
| Fernsehturm Bol d’Air-Ougrée                  | ?           | Belgien        | Bol d’Air-Ougrée              | 210 m        |                                                                      |
| Fernsehturm Cherson                           | ?           | Ukraine        | Cherson                       | 200 m        |                                                                      |
| Sendeturm Mulhouse-Belvédère                  | 1997        | Frankreich     | Mulhouse-Belvédère            | 194 m        |                                                                      |
| Funkturm Leipzig                              | 2016        | Deutschland    | Leipzig                       | 191 m        | In Bau                                                               |
| Sendemasten Sottens                           | 1989        | Schweiz        | Sottens                       | 188 m        | Sendemasten für Mittelwelle                                          |
| Santa Palomba, Hauptsendemast                 | ?           | Italien        | Santa Palomba                 | 186 m        | Tragturm einer Reusenantenne für Mittelwelle                         |
| Sendetürme des Längstwellensenders Criggion   | 1941        | Großbritannien | Criggion, Powys               | 182,9 m      | 3 Türme, abgerissen                                                  |
| Sendeturm Namur-Profondeville                 | ?           | Belgien        | Namur-Profondeville           | 163 m        |                                                                      |
| Funkturm Halle                                | 2005        | Deutschland    | Halle (Saale)                 | 160,5 m      |                                                                      |
| Fernsehturm Tournai-Froidmont                 | ?           | Belgien        | Tournai-Froidmont             | 157 m        |                                                                      |
| Mesquite Tower                                | 1990        | USA            | Mesquite, Texas               | 155,3 m      |                                                                      |
| Sender Croydon                                | 1962        | Großbritannien | London, Surrey                | 152 m        |                                                                      |
| Sendeturm Mělník-Chloumek                     | ?           | Tschechien     | Mělník                        | 152 m        | Sendemast für Mittelwelle                                            |
| Sendemast Dobrochov                           | ?           | Tschechien     | Dobrochov                     | 152 m        | Sendemast für Mittelwelle                                            |
| Schuchow-Radioturm                            | 1922        | Russland       | Moskau                        | 150 m        |                                                                      |
| Langwellensender Lahti                        | 1927        | Finnland       | Lahti                         | 150 m        | 2 Türme, die eine Sendeantenne für Langwelle tragen                  |
| Sendemasten Liblice                           | 1929–1931   | Tschechien     | Liblice                       | 150 m        | 2 Türme, die eine Sendeantenne für Langwelle tragen, 2004 abgerissen |
| Mannesmannturm Wien                           | 1954        | Österreich     | Wien                          | 150 m        |                                                                      |
| Fernsehturm Leglise-Anlier                    | ?           | Belgien        | Leglise-Anlier                | 150 m        |                                                                      |
| Sendeturm Langenbrand                         | 1974        | Deutschland    | Schömberg-Langenbrand         | 148 m        |                                                                      |
| Sendeturm Ugchelen                            | 1959        | Niederlande    | Ugchelen                      | 142 m        |                                                                      |
| Sendemast Monte Mario                         | ?           | Italien        | Rom                           | 140 m        |                                                                      |
| Sendemast Fremont Point                       | ?           | Großbritannien | Fremont Point, Jersey         | 139 m        |                                                                      |
| Richtfunkturm Hohenstadt                      | ?           | Deutschland    | Hohenstadt                    | 137 m        |                                                                      |
| Alter Sendeturm St. Chrischona                | 195?        | Schweiz        | St. Chrischona                | 136 m        |                                                                      |
| Sendemast Ślęża                               | 1972        | Polen          | Ślęża                         | 136 m        | Spitze zusätzlich abgespannt                                         |
| Sendeturm Hardberg                            | 1951        | Deutschland    | Hardberg                      | 135 m        |                                                                      |
| Fernsehturm Trollhättan                       | ?           | Schweden       | Trollhättan                   | 135 m        |                                                                      |
| Erster Sendemast in Emley Moor                | 1956        | Großbritannien | Emley Moor, Yorkshire         | 135 m        | abgebaut                                                             |
| Sendemasten Sölvesborg                        | 1985        | Schweden       | Sölvesborg                    | 135 m        | Zwei Sendetürme für Mittelwelle                                      |
| Sendemast Lezarsk                             |             | Polen          | Lezarsk                       | 130 m        | zusätzlich mit Pardunen gesichert                                    |
| Fernsehturm Piątkowo                          | 1993 + 1955 | Polen          | Poznań                        | 128 m + 76 m |                                                                      |
| Sendetürme Grimeton                           | 1923        | Schweden       | Grimeton                      | 127 m        | 6 Sendemasten für Längstwelle                                        |
| Sendemasten von HBG Prangins                  | 1931        | Schweiz        | Prangins                      | 125 m        | 2 Türme, die eine Sendeantenne für Langwelle tragen                  |
| Fernsehturm Craigkelly                        | ?           | Großbritannien | Craigkelly                    | 125 m        |                                                                      |
| Sendemasten Motala                            | 1927        | Schweden       | Motala                        | 120 m        | 2 Türme, die eine Sendeantenne für Langwelle tragen                  |
| Mannesmannturm Hannover                       | 1955        | Deutschland    | Hannover                      | 120 m        |                                                                      |
| Radiosender Kalundborg                        | 1927        | Dänemark       | Kalundborg                    | 118 m        | 2 Türme, die eine Sendeantenne für Langwelle tragen                  |
| Kvitsoy-Tower                                 | 1981/82     | Norwegen       | Kvitsoy                       | 117,5 m      | Sendeturm für Mittelwelle                                            |
| Richtfunkturm Helgoland                       | ?           | Deutschland    | Helgoland                     | 115 m        |                                                                      |
| Sendeturm Dole                                | 1958        | Schweiz        | Dole                          | 112 m        |                                                                      |
| Sendemasten Swingate                          | ?           | Großbritannien | Swingate, Kent                | 111 m        | 3 Türme                                                              |
| Fernsehturm Słupsk                            | 1991        | Polen          | Słupsk                        | ?            |                                                                      |
| Sendeturm Fleckendorf                         | 1955        | Österreich     | Ansfelden                     | 110 m        |                                                                      |
| Sendemast der Schule für Rundfunktechnik      | ?           | Deutschland    | Nürnberg                      | 108 m        |                                                                      |
| Richtfunkturm Yokosuka                        | ?           | Japan          | Yokosuka                      | 106,7 m      | abgerissen                                                           |
| Sendeturm Gubałówka                           | ?           | Polen          | Zakopane                      | 102 m        |                                                                      |
| Zentralturm Deutsch-Altenburg                 | 1925        | Österreich     | Deutsch-Altenburg             | 100 m        | abgerissen                                                           |
| Sendemast Schöckl                             | 1956        | Österreich     | Schöckl                       | 100 m        |                                                                      |
| Sendemast Gaisberg                            | 1956        | Österreich     | Gaisberg                      | 100 m        |                                                                      |
| Richtfunkmast Osmolin                         | ?           | Polen          | Osmolin                       | 100 m        |                                                                      |
| Torii-Tower                                   | 1972        | Deutschland    | Gusborn                       | 97 m         | Doppelturm                                                           |
| Mittelwellensender Roumainville               | 1934        | Frankreich     | Romainville                   | ?            | 2 Türme                                                              |
| Richtfunkturm Solec Kujawski                  | 1999        | Polen          | Solec Kujawski                | 33           | 2 Sendemasten und 1 Richtfunkturm                                    |
| Sendemast Pfänder                             | 1958        | Österreich     | Pfänder                       | 94,7 m       |                                                                      |
| Sendemasten von Santa Maria di Galeria        | ?           | Italien        | Santa Maria di Galeria        | 94 m         | 4 Sendetürme für Mittelwelle, Exklave des Vatikans                   |
| Sendemast Grünten                             | 1951        | Deutschland    | Grünten                       | 92 m         |                                                                      |
| Sendeturm Zwollerkerspel                      | 1985        | Niederlande    | Zwollerkerpsel                | 90 m         |                                                                      |
| Sendemasten von Sud Radio Pic Blanc           | 1972        | Andorra        | Pic Blanc                     | 86 m         | 2 Türme                                                              |
| Sendeturm Les Ordons                          | ?           | Schweiz        | Les Ordons                    | 80 m         |                                                                      |
| Sender Liesing                                | 2012        | Österreich     | Wien                          | 80 m         |                                                                      |
| Richtfunkturm Konstantynow                    | ?           | Polen          | Konstantynow                  | 76 m         |                                                                      |
| Santa Palomba, Reservesendeturm               | ?           | Italien        | Santa Palomba                 | 75 m         | Tragmast einer Reusenantennen für Mittelwelle                        |
| Sendemast Colmar                              | ?           | Frankreich     | Colmar                        | 72 m         |                                                                      |
| Sendeturm Pohorje                             | ?           | Slowenien      | Maribor                       | 72 m         | zusätzlich abgespannt                                                |
| Sendemast Bonhoure                            | ?           | Frankreich     | Toulouse                      | 72 m         |                                                                      |
| Ionosonde Juliusruh                           | 1961        | Deutschland    | Juliusruh                     | 70 m         |                                                                      |
| Sendeturm Engelskirchen                       | 1992        | Deutschland    | Engelskirchen                 | 70 m         |                                                                      |
| Sender Brookmans Park                         | 1929        | Großbritannien | Brookmans Park, Hertfordshire | 60,96 m      |                                                                      |
| Sendemast Turners Hill                        | ?           | Großbritannien | Turners Hill, West Midland    | ?            |                                                                      |
| Richtfunkturm Etzenricht                      | 1973        | Deutschland    | Etzenricht                    | 55 m         |                                                                      |
| Sendemast The Wrekin                          | ?           | Großbritannien | The Wrekin, Shropshire        | 52 m         |                                                                      |
| Sendemast Beacon Hill                         | ?           | Großbritannien | Beacon Hill, Devon            | ?            |                                                                      |
| Sendemast Patscherkofel                       | 1958        | Österreich     | Patscherkofel Mountain        | 50 m         |                                                                      |
| Sendemast Henley on Thames                    | ?           | Großbritannien | Henley on Thames, Berkshire   | 50 m         |                                                                      |
| Friolzheimer Riese                            | ?           | Deutschland    | Friolzheim                    | 47 m         |                                                                      |

## Seilbahnstützen

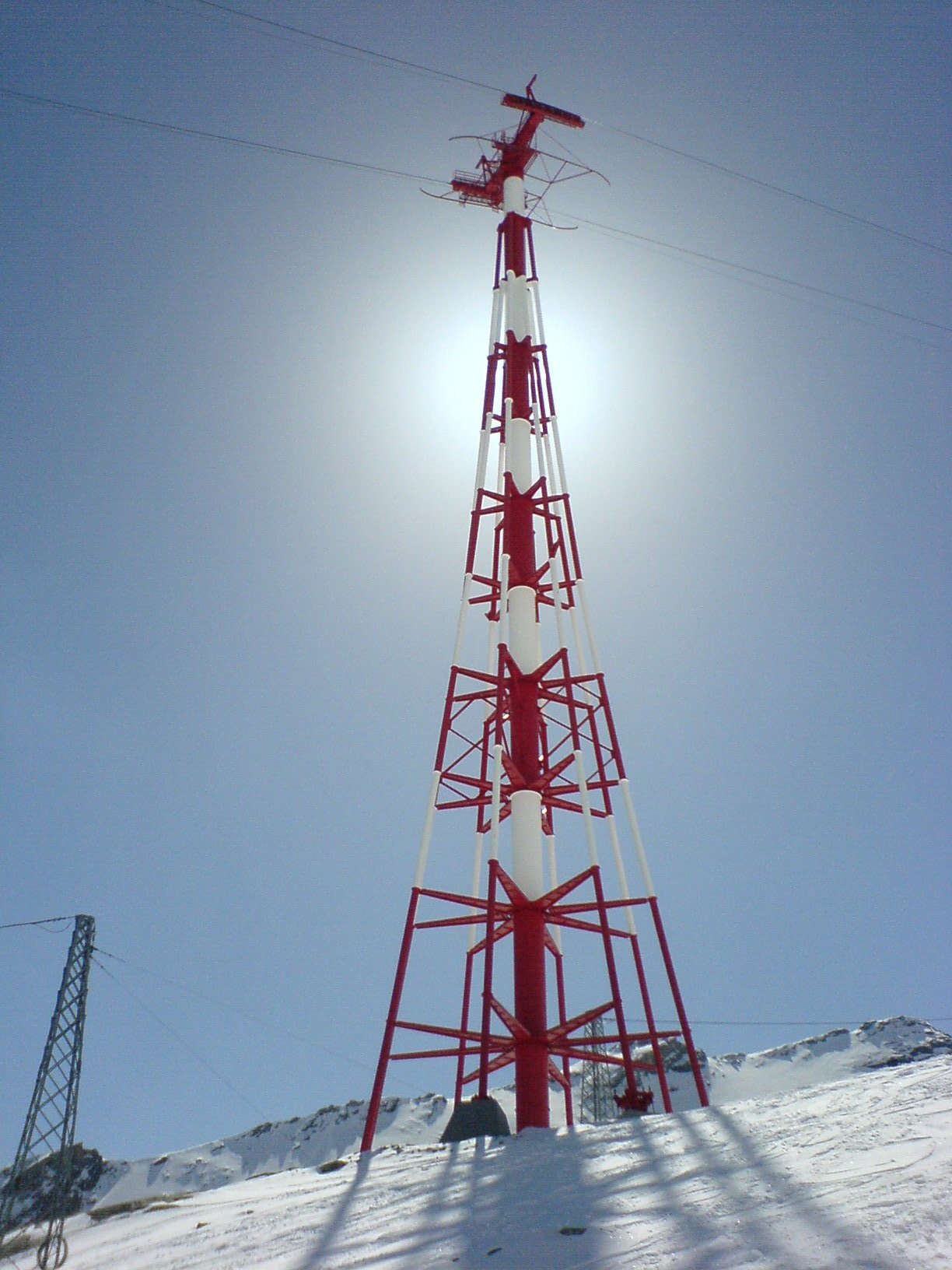
Die Seilbahnstütze der Gletscherbahn Kaprun III, die höchste Seilbahnstütze der Welt

| Turm                                            | Baujahr | Land        | Ort                    | Höhe    | Bemerkungen                                                        |
| Pfeiler der 3. Sektion der Gletscherbahn Kaprun | 1966    | Österreich  | Kaprun                 | 113,6 m | Höchste Seilbahnstütze der Welt                                    |
| Torre Jaume I                                   | 1931    | Spanien     | Barcelona              | 107 m   | Seilbahnstütze mit Zwischenhaltestelle der Hafenseilbahn Barcelona |
| Seilbahn Gant–Hohtälli                          | 1998    | Schweiz     | Zermatt                | 94 m    | Höchste Seilbahnstütze der Schweiz                                 |
| Eibseeseilbahn, Stütze II                       | 1962    | Deutschland | Garmisch-Partenkirchen | 85 m    |                                                                    |
| Stütze der 3S-Bahn                              | 2004    | Österreich  | Kitzbühel              | 80 m    |                                                                    |
| Torre Sant Sebastia                             | 1931    | Spanien     | Barcelona              | 78 m    | Endhaltepunkt der Hafenseilbahn Barcelona                          |
| Wendelstein-Seilbahn                            | 1970    | Deutschland | Bischofsmais           | 75 m    |                                                                    |
| Sandia Peak Tramway, Stütze 1                   | 1965    | USA         | Albuquerque            | 70,7 m  | schiefe, um 18 Grad geneigte Konstruktion                          |
| Eibseeseilbahn, Stütze I                        | 1962    | Deutschland | Garmisch-Partenkirchen | 65 m    |                                                                    |

## Segelmast
Im Yachtbau gibt es vor allem in der Selbstbau-Szene Versuche und Projekte, mit dreieckigen Rohrgittermasten leichte Segelmasten zu konstruieren.
Der experimentelle Katamaran von Jacques Cousteau Moulin à vent wurde 1994 von einem Turbovoile (englisch:Turbosail) auf einen abklappbaren Aluminium-Gittermasten mit zwei Dreiecksegeln umgerüstet.